# فوكس سبورتس 1
فوكس سبورتس 1 (بالإنجليزية: Fox Sports 1)‏ هي قناة تلفزيونية أمريكية مدفوعة مملوكة لمجموعة مجموعة فوكس سبورتس ميديا، وهي وحدة تابعة لشركة فوكس.

## وصلات خارجية
- الموقع الرسمي